# Baradostian
Het Baradostian was een archeologische cultuur van het laatpaleolithicum in de Zagros-regio in het grensgebied van Irak en Iran. Ze werd voorafgegaan door het lokale middenpaleolithische Moustérien, waarbij de lagen direct bovenop elkaar liggen zonder tussenliggende industrie van microklingen. De cultuur staat bekend om het hoge percentage stekers, waarvan sommige leken op het kenmerkende neusprofiel van de stekers van de Aurignacien. De cultuur is vernoemd naar het Bradost-gebergte in Irak, waar zich de site van de Shanidar-grot bevindt. 
De periode werd voor het eerst geïdentificeerd door Dorothy Garrod in de jaren 1930 als een lokale versie van het Aurignacien. In 1958 gaf Ralph Solecki het de naam Baradostian.  
C14-dateringen suggereren dat het een van de vroegste complexen uit het laatpaleolithicum was, mogelijk al vanaf 38.000 BP. Artefacten uit de Yafteh-grot laten zien dat de vroege fase van de cultuur minder geavanceerd was dan de geëvolueerde middenfase. Het produceerde klingen en microklingen van prismatische kernen met een enkel gewoon platform, met behulp van zachte hamers.
De relatie van het Baradostian met naburige culturen is nog onduidelijk. Dat is ook het geval met betrekking tot de vraag of deze cultuur geleidelijk is geëvolueerd uit het voorafgaande Zagros-Moustérien, die voornamelijk wordt geassocieerd met de neanderthalers, of dat vroegmoderne mensen de technologieën naar de Zagros-regio brachten.
De Shanidar-grot in Iraaks Koerdistan, de Warwasi-abri, Kaldar-grot en Yafteh-grot in de westelijke Zagros, en de Eshkaft-e Gavi-grot in de zuidelijke Zagros zijn enkele van de belangrijkste vindplaatsen. 
Na het Laatste Glaciale Maximum werd het Baradostian omstreeks 18-17.000 BP opgevolgd door een lokale epipaleolithische industrie,  het Zarzian. 